# 宫廷画师郎世宁
《宫廷画师郎世宁》是张子恩指导，大山等人出演的历史剧，该作主要讲述的是意大利传教士郎世宁在清朝时候发生的一些故事。

## 剧情简介
善于绘画，为了向清朝传教的意大利人郎世宁来到了中国，而因为其绘画的天分，所以他受到了康熙皇帝的赏识，于是便让他成为清朝的一个官员。
而后在清朝的很多年生活后，却因为遇到了很多不理解的事情而逐渐消沉……

## 演员表
- 大山 饰 郎世宁
- 许还山 饰 康熙
- 钟镇涛 饰 雍正
- 赵宁宇 饰 乾隆
- 侯岩松 饰 王荣
- 李世玺 饰 张廷玉
- 史耐德 饰 罗怀中
- 左小青 饰 七格格[7]
- 舒畅 饰 幼敏
- 黄奕 饰 吕四娘
- 张伟 饰 苏尔青
- 杨冬（青年）、阎彬（少年） 饰 小弟
- 宋元甫 饰 小弘历
- 苏小刚 饰 弘昼
- 战卫华 饰 弘时
- 初晓 饰 胤禩
- 陈继铭 饰 胤禵
- 裴永宽 饰 段太监
- 莫岐 饰 瞎老头
- 贾雨萌 饰 七格格丫环
- 张平 饰 陈圆
- 努尔比亚 饰 香妃
- 舒燕 饰 四姨太
- 安基 饰 金琨
- 王琼 饰 皇后
- 钱佩佩 饰 亮翠
- 王响伟 饰 郑板桥
- 索宇 饰 太医
- 叶钧 饰 杨林
- 蔡小龙 饰 梅影儿
- 寒冰 饰 隆科多

## 其他
- 该剧在中国历史题材电视剧里,第一个由外国人出演男一号的电视剧。

## 相關連結
- 豆瓣电影上《宫廷画师郎世宁》的資料 （简体中文）